# Mid-Eastern Athletic Conference
La Mid-Eastern Athletic Conference est le groupement de treize universités gérant les compétitions sportives universitaires dans huit disciplines masculines et huit féminines dans le sud-est des États-Unis.
Cette conférence est composée uniquement d'université historiquement noires (HBCU), et fait partie de la National Collegiate Athletic Association dans sa Division I, et pour le football dans la Football Championship Subdivision (FCS).

## Membres actuels
| Institution                                                        | Lieu                         | Fondation     | Arrivée       | Type          | Surnom        | Couleurs      |               |               |               |
| Division Nord                                                      | Division Nord                | Division Nord | Division Nord | Division Nord | Division Nord | Division Nord | Division Nord | Division Nord | Division Nord |
| ------------------------------------------------------------------ | ---------------------------- | ------------- | ------------- | ------------- | ------------- | ------------- | ------------- | ------------- | ------------- |
| Université d'État Coppin (en) (CSU)                                | Baltimore, Maryland          | 1900          | 1985          | Publique      | Eagles (en)   |               |               |               |               |
| Université d'État du Delaware (DSU)                                | Dover, Delaware              | 1891          | 1970          | Publique      | Hornets (en)  |               |               |               |               |
| Université Howard (HU)                                             | Washington D.C.              | 1867          | 1970          | Privée        | Bison (en)    |               |               |               |               |
| Université de la Côte Est du Maryland (en) (UMES)                  | Princess Anne, Maryland      | 1886          | 1970, 1981    | Publique      | Hawks (en)    |               |               |               |               |
| Université d'État Morgan (MSU)                                     | Baltimore, Maryland          | 1867          | 1970, 1984    | Publique      | Bears (en)    |               |               |               |               |
| Université d'État de Norfolk (NSU)                                 | Norfolk, Virginie            | 1935          | 1997          | Publique      | Spartans      |               |               |               |               |
| Division Sud                                                       |                              |               |               |               |               |               |               |               |               |
| Université Bethune-Cookman (BCU)                                   | Daytona Beach, Floride       | 1904          | 1979          | Privée        | Wildcats (en) |               |               |               |               |
| Florida A&M University (FAMU)                                      | Tallahassee, Floride         | 1887          | 1979, 1986    | Publique      | Rattlers (en) |               |               |               |               |
| Université agricole et technique d'État de Caroline du Nord (NCAT) | Greensboro, Caroline du Nord | 1891          | 1970          | Publique      | Aggies        |               |               |               |               |
| Université du centre de la Caroline du Nord (NCCU)                 | Durham, Caroline du Nord     | 1910          | 1970, 2010    | Publique      | Eagles (en)   |               |               |               |               |
| Université d'État de Caroline du Sud (SCSU)                        | Orangeburg, Caroline du Sud  | 1896          | 1970          | Publique      | Bulldogs      |               |               |               |               |

- NCAT va quitter la MEAC le 1er juillet 2021 pour rejoindre la Big South Conference
- FAMU et BCU vont quitter la MEAC à l'été 2021 pour rejoindre la Southwestern Athletic Conference

### Membres associées
| Institution                                | Lieu                         | Fondation | Arrivée | Surnom       | Couleurs | Sport(s)        | Conférence actuelle  |
| ------------------------------------------ | ---------------------------- | --------- | ------- | ------------ | -------- | --------------- | -------------------- |
| Université d'Augusta (en)                  | Augusta, Géorgie             | 1828      | 2014    | Jaguars (en) |          | Golf masculin   | Peach Belt (Div. II) |
| Université de Monmouth                     | West Long Branch, New Jersey | 1933      | 2018    | Hawks        |          | Bowling féminin | MAAC                 |
| Université de l'Alabama à Birmingham (UAB) | Birmingham, Alabama          | 1966      | 2018    | Blazers      |          | Bowling féminin | American             |